# August Kimme
August Kimme (* 11. Juni 1912 in Hamburg; † 4. Dezember 1999 in Bad Kreuznach) war ein evangelisch-lutherischer Theologe und Missionsdirektor in Leipzig.

## Leben
Kimme studierte Moderne Sprachen und Evangelische Theologie an der Universität Breslau. Danach war er Vikar in Miechowitz und Wittenberg. Ab 1940 war er Pfarrer in mehreren sächsischen Gemeinden. 1949 wurde er zum Dr. theol. an der Universität Leipzig promoviert. 1950 wurde er Generalsekretär des Lutherischen Einigungswerkes. Anfang der 1950er wurde er Lehrbeauftragter für Systematische Theologie an der Leipziger Universität. Er war Mitglied des Ökumenischen Studienausschuss der VELKD und nahm 1957 an der Vollversammlung des Lutherischen Weltbundes in Minneapolis teil. 1958 entließ die Universität ihn aus politischen Gründen und er war somit chancenlos auf eine Professur. Er fand eine Anstellung als Dozent für Dogmatik am Seminar der Evangelisch-Lutherischen Freikirche in Leipzig. 1960 habilitierte er sich. Von 1960 bis 1982 war er Direktor des Leipziger Missionswerks, wo der erste Direktor Karl Graul sein großes Vorbild wurde. Wie dieser war Kimme um ein bekenntnistreues Luthertum bemüht und setzte sich besonders für die lutherische Lehre von der leiblichen Realpräsenz Christi im Abendmahl und gegen die Leuenberger Konkordie ein.
Sein Sohn Johannes Kimme war von 2010 bis 2019 Präsident des Evangelisch-Lutherischen Landeskirchenamtes Sachsen.

## Veröffentlichungen
- mit Ernst Sommerlath: Weg und Ziel des Lutherischen Einigungswerkes, Lutherisches Verlagshaus, Berlin 1951.
- Worin erweist sich die Heilige Schrift als Gottes Wort? (= Luthertum, Heft 10), Lutherisches Verlagshaus, Berlin 1953.
- mit Friedrich Hübner, Hans Thimme: Konfession – Union – Ökumene, Lutherisches Verlagshaus, Berlin 1955.
- Der Inhalt der Arnoldshainer Abendmahlsthesen. Kritisch analysiert hauptsächlich an Hand der offiziellen Erläuterungen der Abendmahlskommission der EKD, Lutherisches Verlagshaus, Berlin 1960.
- Theology of the Augsburg Confession. Makumira Lectures, Lutherisches Verlagshaus, Berlin/Hamburg 1968.
- Die Aktualität des Bekenntnisses (= Fuldaer Hefte 21), Lutherisches Verlagshaus, Berlin 1972.
- Exegetische Ergebnisse eines Studienkreises für Abendmahlsfragen, Lutherisches Verlagshaus, Berlin 1975.
- Rechtfertigung und Heiligung in christologischer Sicht. Eine dogmatische Untersuchung, Martin-Luther-Verlag, Erlangen 1989, ISBN 3-87513-063-4.